# وینکلس (منگرسکیرشن)
وینکلس (به آلمانی: Winkels) یک منطقهٔ مسکونی در آلمان است که در منگرسکیرشن واقع شده‌است. وینکلس ۹۶۷ نفر جمعیت دارد.